# Seydine N'Diaye
Seydine Mohamadou N'Diaye (23 april 1998) is een Frans voetballer die speelt voor BG Pathum United.

## Carrière
Seydine N'Diaye begon met voetballen bij de Franse amateurclub FC Vaulx-en-Velin, wat in het Championnat National 3, het vijfde niveau van Frankrijk, uitkwam. Na een half jaar bij het Zwitserse FC La Chaux-de-Fonds, uitkomend op het derde niveau, keerde hij weer terug bij Vaulx-en-Velin. In 2020 vertrok hij naar het tweede elftal van Lyon - La Duchère, wat op hetzelfde niveau uitkwam. Na een half jaar maakte hij de overstap naar de eerste selectie. Hiermee speelde hij in het Championnat National 2, het vierde niveau van Frankrijk. In 2021 werd hij tot medio 2023 gecontracteerd door het Turkse Göztepe SK, zijn eerste profclub. Hij werd echter gelijk verhuurd aan FC Dordrecht. Hier debuteerde hij op 16 augustus 2021 in het betaald voetbal, in de met 1-2 gewonnen uitwedstrijd tegen Jong Ajax. In zijn tweede wedstrijd, die in 2-2 eindigde tegen Jong FC Utrecht, gaf hij de assist op de 1-0 van Stijn Meijer en kopte hij zelf de 2-1 binnen. In december 2021 werd hij een korte periode disciplinair geschorst omdat hij zich "onvoldoende in het teambelang liet gelden".

### Statistieken
| Seizoen                      | Club                 | Land           | Competitie       | Competitie | Competitie | Beker | Beker | Totaal | Totaal |
| Seizoen                      | Club                 | Land           | Competitie       | Wed.       | Dlp.       | Wed.  | Dlp.  | Wed.   | Dlp.   |
| ---------------------------- | -------------------- | -------------- | ---------------- | ---------- | ---------- | ----- | ----- | ------ | ------ |
| 2017/18                      | FC Vaulx-en-Velin    | Frankrijk      | National 3       | 4          | 0          | –     | –     | 4      | 0      |
| 2018/19                      | FC La Chaux-de-Fonds | Zwitserland    | Promotion League | 11         | 0          | –     | –     | 11     | 0      |
| 2019/20                      | FC Vaulx-en-Velin    | Frankrijk      | National 3       | 7          | 1          | –     | –     | 7      | 1      |
| 2020/21                      | Lyon - La Duchère B  | Frankrijk      | National 3       | 5          | 1          | –     | –     | 5      | 1      |
| 2020/21                      | Lyon - La Duchère    | Frankrijk      | National 2       | 6          | 2          | –     | –     | 6      | 2      |
| 2021/22                      | Göztepe SK           | Turkije        | Süper Lig        | 0          | 0          | 0     | 0     | 0      | 0      |
| 2021/22                      | FC Dordrecht         | Nederland      | Eerste divisie   | 16         | 2          | 0     | 0     | 16     | 2      |
| Carrièretotaal               | Carrièretotaal       | Carrièretotaal | Carrièretotaal   | 49         | 6          | 0     | 0     | 49     | 6      |
| Bijgewerkt op 8 januari 2022 |                      |                |                  |            |            |       |       |        |        |